# Pollock (filme)
Pollock (bra/prt: Pollock) é um filme estadunidense de 2000, do gênero drama biográfico, dirigido por Ed Harris, com roteiro de Barbara Turner e Susan Emshwiller baseado no livro Jackson Pollock: An American Saga, de Steven Naifeh e Gregory White Smith, inspirado na vida e carreira do artista plástico Jackson Pollock.

## Prêmios e indicações
| Prêmio     | Categoria                | Recipiente        | Resultado |
| ---------- | ------------------------ | ----------------- | --------- |
| Oscar 2001 | Melhor atriz coadjuvante | Marcia Gay Harden | Venceu    |
| Oscar 2001 | Melhor ator              | Ed Harris         | Indicado  |